# Cvitići
Cvitići is een plaats in de gemeente Barban in de Kroatische provincie Istrië. De plaats telt 78 inwoners (2001).